# Telescopio esférico de quinientos metros de apertura
El telescopio esférico de quinientos metros de apertura (FAST, por sus siglas en inglés) (chino: 五百米口径球面射电望远镜) o Tianyan (en chino, 天眼: 天眼) es un radiotelescopio localizado en una cuenca natural de Da Wo Dang (en chino, 五百米口径球面射电望远镜: 大窝凼洼地), en el condado de Pingtang, provincia Guizhou, al suroeste de China.
La construcción del proyecto FAST empezó en 2011, y logró su primera luz el 25 de septiembre de 2016. Está actualmente bajo prueba y puesta en servicio. Es el segundo radiotelescopio más grande del mundo después del ruso RATAN-600, el cual tiene una apertura de baja densidad de llenado. Su presupuesto fue de 700 millones de yuan (alrededor 110 millones dólares) y su costo final fue de 1200 millones de yuan (unos 180 millones de dólares).

## Misión científica
El sitio web de FAST enumera los siguientes objetivos científicos del radiotelescopio: 
- Estudio de hidrógeno neutro a gran escala.
- Observaciones de púlsares.
- Liderando la red internacional de interferometría de línea de base muy larga (VLBI).
- Detección de moléculas interestelares.
- Detección de señales de comunicación interestelar (búsqueda de inteligencia extraterrestre).
- Arreglos de temporización de púlsares.
- El telescopio FAST se unió al proyecto Breakthrough Listen SETI en octubre de 2016 para buscar comunicaciones extraterrestres inteligentes en el Universo.
- El Global Times de China informó que su telescopio FAST de 500 metros (1600 pies) estará abierto a la comunidad científica mundial a partir de abril de 2021 (cuando se revisarán las solicitudes) y entrará en vigencia en agosto de 2021. Científicos extranjeros podrán enviar solicitudes en línea para los Observatorios Astronómicos Nacionales de China.

## Historia

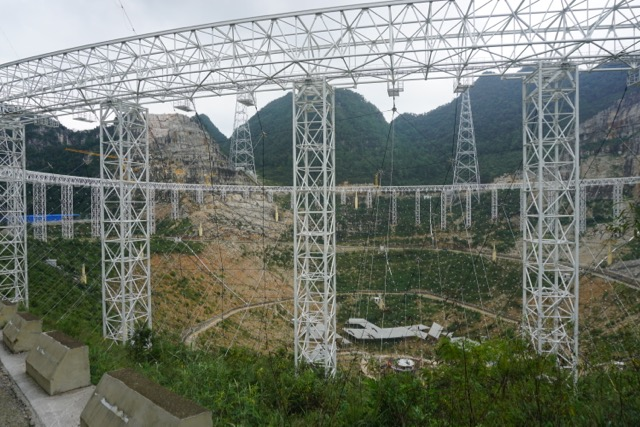
Estado de la construcción de la estructura en 2015.

El telescopio fue propuesto por primera vez en 1994. El proyecto estuvo aprobado en julio de 2007 por el National Development and Reform Commission (NDRC). El 26 de diciembre de 2008, una ceremonia de fundación se llevó a cabo en el sitio de construcción. La construcción comenzó en marzo de 2011, y se concluyó en 2016. Para su construcción se tuvieron que mudar cerca de 10 000 habitantes que vivían en la zona, para evitar la interferencia.

## Información general

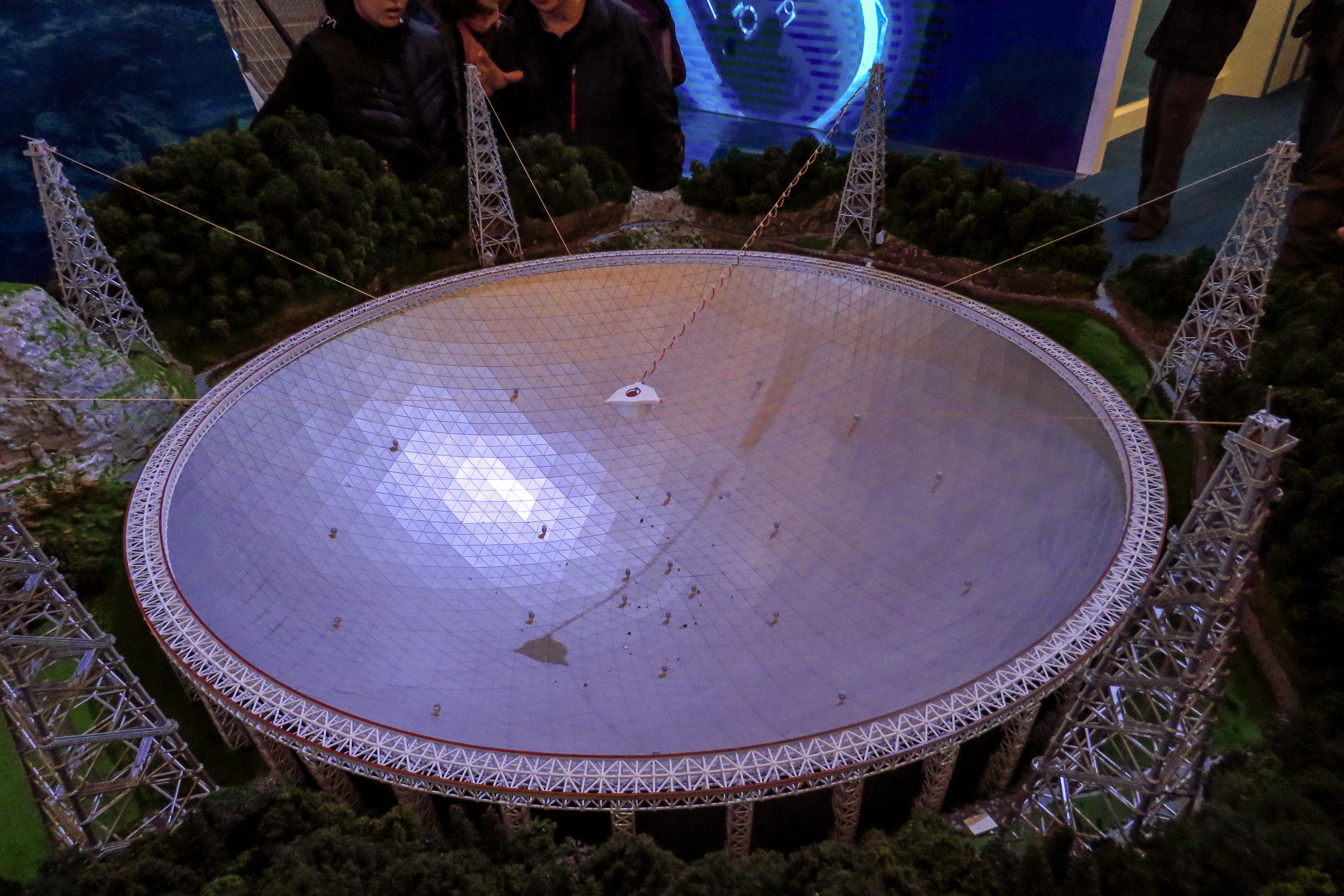
Modelo a escala en exhibición.

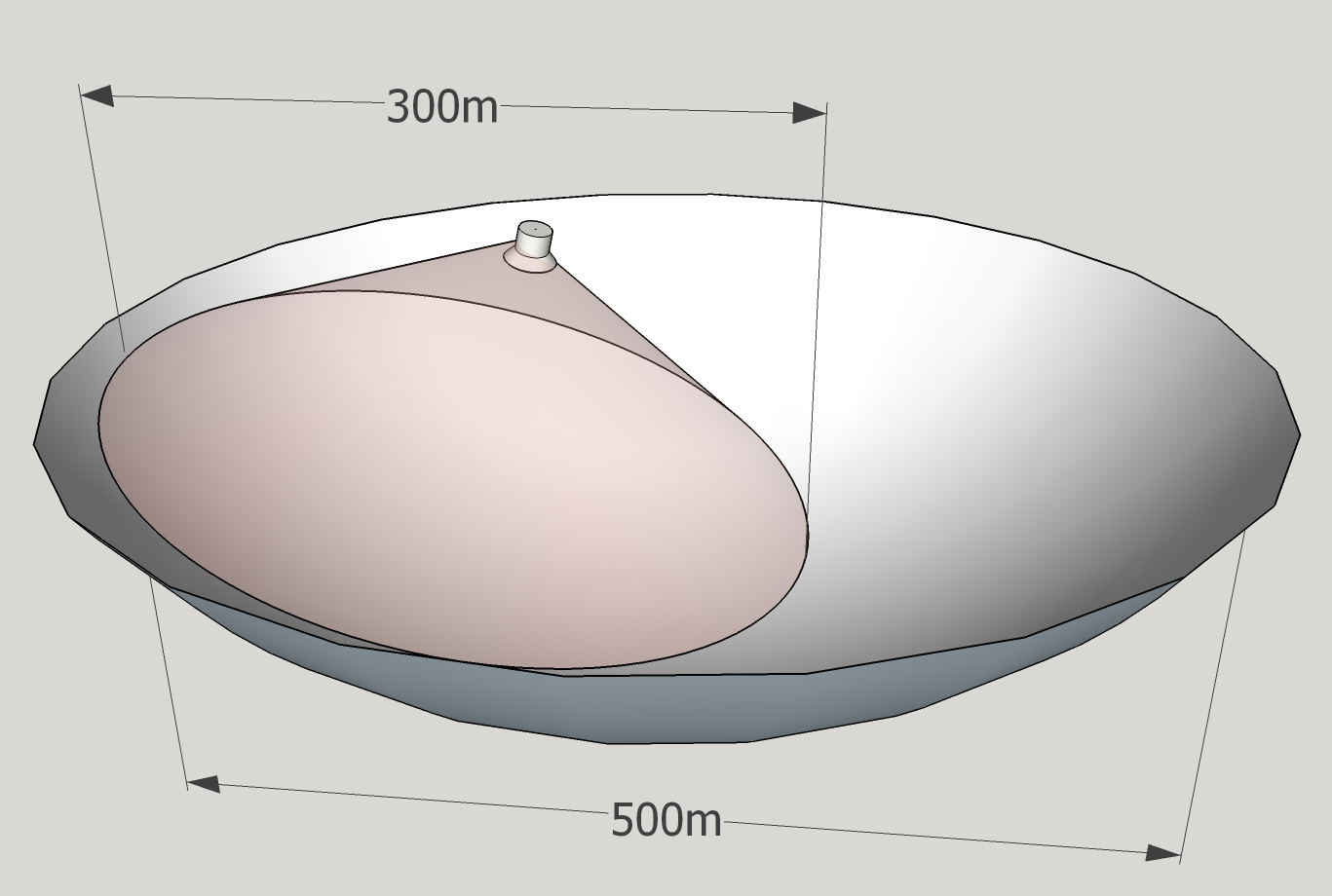
Apertura de iluminación de 300 m en un plato de 500 m.

El FAST tiene 4450 paneles triangulares y es similar en diseño al Radiotelescopio de Arecibo, utilizando una depresión natural (karst) para proporcionar soporte para el plato del telescopio. Como sugiere el nombre, tiene un diámetro de 500 metros. A diferencia de Arecibo, el cual tiene una curvatura esférica fija (y, por lo tanto, un sistema de alimentación complejo para contrarrestar la aberración esférica), el FAST usa una superficie activa que continuamente se ajusta para crear una parábola alineada con la dirección deseada del cielo. El FAST tiene una medida efectiva del plato de 300 m (comparable al diámetro efectivo de 300 m de Arecibo para observaciones en el cenit). El FAST es capaz de cubrir el cielo dentro de 40° desde del cenit (comparado con el rango de 20° de Arecibo). Su rango de frecuencias de trabajo es de 70 MHz a 3 GHz, con una precisión de 4 arcosegundos. El receptor de 19 haces está construido por el CSIRO cuando parte de la colaboración de ACAMAR entre la Academia australiana de ciencia y la Academia China de Ciencias.
El sitio de la depresión karst es lo suficientemente grande para hospedar el telescopio de 500 metros y lo suficientemente profundo para permitir un ángulo de 40° desde el cenit.  La cabina de alimentación de peso ligero, suspendida a 140 m por encima del reflector, es conducida por cables y servomecanismos, además de un robot paralelo como sistema ajustable secundario para movimiento de alta precisión.
El científico en jefe del proyecto es Nan Rendong (chino: 南仁东), un investigador con el Observatorio astronómico nacional chino, parte de la Academia china de ciencias. Aunque el diámetro del reflector es de 500 metros, sólo se utiliza un círculo de 300 m de diámetro (sostenido en la forma parabólica correcta e "iluminado" por el receptor) en un momento dado. Por lo tanto, el nombre es erróneo: la abertura no es de 500 m, ni esférica.